# Sid Meier's Civilization

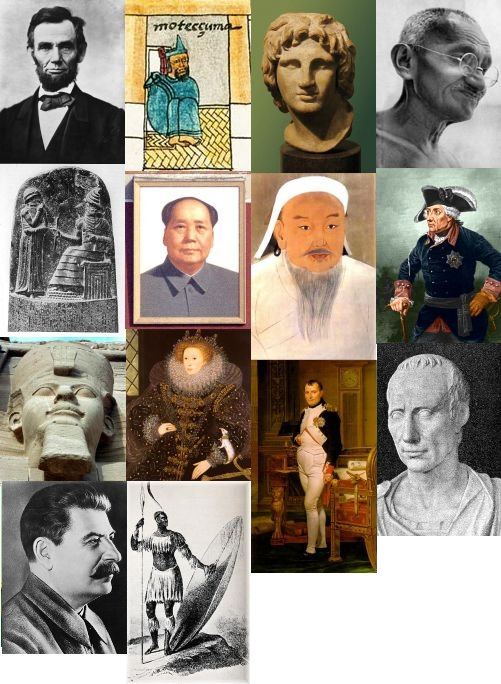
Spelets politiska ledare.

Sid Meier's Civilization, (ofta förkortat Civ, Civ 1), är ett turordningsbaserat datorspel, utvecklat och utgivet av Microprose. Det släpptes 1991 och är den första delen i Civilizationserien.

## Handling
Spelet går ut på att kontrollera en civilisation, från år 4 000 före Kristi födelse fram till år 2100 efter Kristi födelse (på den enklaste nivån) då spelaren förväntas att bygga en rymdfarkost som far till en planet runt Alfa Centauri, alternativt att spelaren tagit över hela världen. Civilisationerna bygger städer, utvecklar nya tekniker och försöker få dess invånare att trivas. Internationella relationer omfattar såväl handelsförbindelser som krig. Spelet kom i versioner för bland annat MS-DOS och Amiga. Man kan också bygga världens sju underverk.
I början av spelet väljer spelaren vilken civilisation den vill kontrollera (amerikaner, azteker, babylonier, egyptier, engelsmän, fransmän, greker, indier, kineser, mongoler, romare, ryssar, tyskar, Zulufolket). Varje civilisation har en ledare som bär namnet efter en berömd historisk person av sitt folk, och varje civilisation har även en huvudstad. Det finns också barbarer i spelet utan någon särskild ledare. De minskar dock allt eftersom tiden går.
Med årens gång utvecklas uppfinningarna, vilket dock påverkas av spelutvecklingen och inte verklighetens historia och årtal. Detta kan ibland leda till att strid mellan trupper från olika tidsepoker uppstår, men äldre tiders trupper kan också vinna över modernare, vilket förvånade många.

## Soundtrack
- Romare - "Rise of Rome" (original)
- Babylonier - "Hammurabi's Code" (original)
- Tyskar - DOS version: "Variatio 4: Lo stesso movimento" från Goldberg Variations (Johann Sebastian Bach); Amigaversionen: "Rondo alla Turca" (Wolfgang Amadeus Mozart)
- Egyptier - "Harvest of the Nile" (original)
- Amerikaner - "Battle Hymn of the Republic"
- Greker - (original)
- Mongoler - (original)
- Ryssar - "Song of the Volga Boatmen" (traditionell)
- Zulu - (original)
- Fransmän - "Marseljäsen"
- Azteker - "Tenochtitlan Revealed" (original)
- Kineser - (traditional)
- Engelsmän - "Rondeau" från Symphonies and Fanfares for the King's Supper (Jean-Joseph Mouret)
- Indier - (original)

## Mottagande
1992 vann spelet Origins Award i kategorin 1991 års bästa militär-strategidatorspel.

### Fotnoter
1. ↑  läs online, www.originsgames.com .[källa från Wikidata]
2. ↑  ”Origin Awards 1991”. Arkiverad från originalet den 28 maj 2007. https://web.archive.org/web/20070528183529/http://www.originsgames.com/awards/1991. Läst 2 juni 2007.